# August-Becker-Museum
Das August-Becker-Museum ist ein Literatur- und Heimatmuseum in Klingenmünster.

## Lage
Das Museum befindet sich in der örtlichen Steinstraße, die mit der Landesstraße 493 identisch ist. Unmittelbar östlich verläuft die Deutsche Weinstraße, die vor Ort zugleich die Bundesstraße 48 bildet.

## Gebäude
Beim Gebäude handelt es sich um einen spätbarocken Bau, der mit der Jahreszahl 1765 bezeichnet ist; es trug damals den offiziellen Namen „Rhathaus uf der Bach“. Er diente zunächst als protestantisches Gemeindehaus und später als Schule. 1828 war das Bauwerk Geburtshaus des Pfälzer Autors August Becker. Mittlerweile dient es als Museum, Rathaus, Gemeindebücherei und Touristeninformationszentrum.

## Geschichte
Das Museum wurde am 27. April 1996 eröffnet. August Beckers Enkelin Frieda Becker hatte zuvor der Gemeinde Klingenmünster sein Œuvre vermacht, darunter eine Erstausgabe seines bekanntesten Werkes Die Pfalz und die Pfälzer. Darüber hinaus fungiert es zusätzlich als Heimatmuseum von Klingenmünster.

## Öffnungszeiten
Das Museum hat samstags, sonntags sowie nach Vereinbarung geöffnet.